# ウィリアム・ダニエル・フィリップス
ウィリアム・ダニエル・フィリップス（William Daniel Phillips, 1948年11月5日 – ）はアメリカ人の物理学者。メリーランド大学カレッジパーク校の物理学教授。レーザー光を用いて原子を極低温に冷却および捕捉する技術の開発により、1997年、スティーブン・チュー、クロード・コーエン＝タヌージとともにノーベル物理学賞を受賞した。

## 来歴
ペンシルベニア州ウィルクスバリで、ウィリアム・コーネリアス・フィリップスとマリー・キャサリン・サビーノの間に生まれた。彼はイタリア、ウェールズ系で、メソジストである。フィリップスの両親は1959年にペンシルベニア州キャンプヒルに移ってきて、彼はここで高校を卒業した。1970年に首席でハンティンドン郡のジュニアータ大学を卒業した。1976年にマサチューセッツ工科大学のダニエル・クレップナーの下でPh.D.を取得し、1978年まで博士研究員となった。
博士課程でのテーマは、水分子中のプロトンの磁気モーメントに関する研究だった。この研究は、その後の彼の研究に役立った。彼は後に、ボース＝アインシュタイン凝縮の研究を行った。
1978年から、メリーランド州ゲイザースバーグにあるアメリカ国立標準技術研究所 (NIST) に勤務し、1992年から現職。

## 私生活
彼は、マサチューセッツ工科大学に行く直前にジェーン・ファン・ワイネンと結婚した。1979年上旬に結婚するまでは二人とも熱心に教会に通う方ではなかったが、その多様性を気に入り、メリーランド州ゲイザースバーグのメソジスト教会に通うようになった。彼は、国際科学宗教学会の創設メンバーの一人である。夫妻は、デザイナーのケイトリン（1979年生）、イギリスで考古学を学んでいるクリスティーン（1981年生）という二人の娘に恵まれた。
UMCPの生化学のセミナーで行われたCoherent Atoms in Optical Latticesと題した講演で、フィリップスは「ルビジウムは、ボース＝アインシュタイン凝縮のための神様がくれた贈り物だ」と述べた。

## 受賞歴
- 1997年 - ノーベル物理学賞
- 1998年 - アーサー・L・ショーロー賞
- 2000年 - リヒトマイヤー記念賞